# تراسل فوري

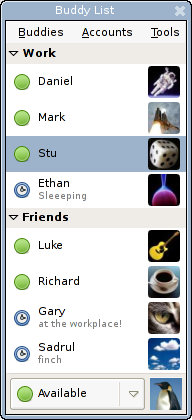
لقطة شاشة لبرنامج بدجن بنسخته 2.0 يعمل على منصة جنوم ويظهر فيها قائمة المتصلين

المراسلة الفورية أو التراسل الفوري أو الدردشة أحد أشكال الاتصال الفوري بين شخصين أو أكثر والمعتمد على النص المكتوب ينقل عن طريق أجهزة الحاسب المتصلة على مدى شبكة مثل الإنترنت. هذا النص ينتقل عبر الأجهزة المتصلة عبر الشبكة، مثل الإنترنت. ويدير المتراسلون محادثة يتبادلون خلالها الرسائل الفورية.

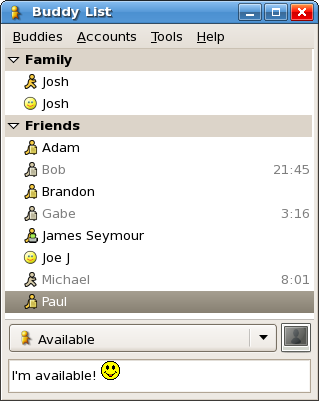
جايم 2.0.0 بيتا 6 يعمل تحت إطار جنوم 2.16.0

هي من أمثلة الحوسبة المتزامنة. ما يميزها عن تقنيات من قبيل البريد الإلكتروني هو تزامن الاتصال بين المستخدمين. بعض البرامج تتيح بعث رسائل «غير فورية» تقليدية إن لم يكن المستقبل مسجل الدخول وهنا يصبح التمييز بين الرسائل الفورية والبريد الإلكتروني أكثر ضبابية.

## مزايا
يمكن للمستخدم تحديد وضعية اتصاله بضبطها على «متاح» أو «مشغول» أو «بعيد» أو غير ذلك. تسمح بعض هذه الأنظمة أيضاً بإرسال رسائل إلى المستخدمين غير الموجودين على الخط حالياً، بحيث تظهر لهم هذه الرسائل عند ولوجهم التالي إلى نظام المراسلة الفورية.
ومن المزايا الإضافية المتاحة:
- التنبيه عند استلام أو قراءة الرسالة.
- الرد على مجموعة وإدارة المؤتمرات عبر الإنترنت
- المحادثة الصوتية أو المرئية أو تبادل التسجيلات ونقل الملفات.
- حفظ محادثة لمطالعتها لاحقا

وتقع هذه المزايا خارج النطاق الضيق لتعريف التراسل الفوري.

## برامج
- ويندوز لايف مسنجر
- ياهو مسنجر
- آي آر سي
- آي سي كيو
- غرف المحادثة

## تاريخ

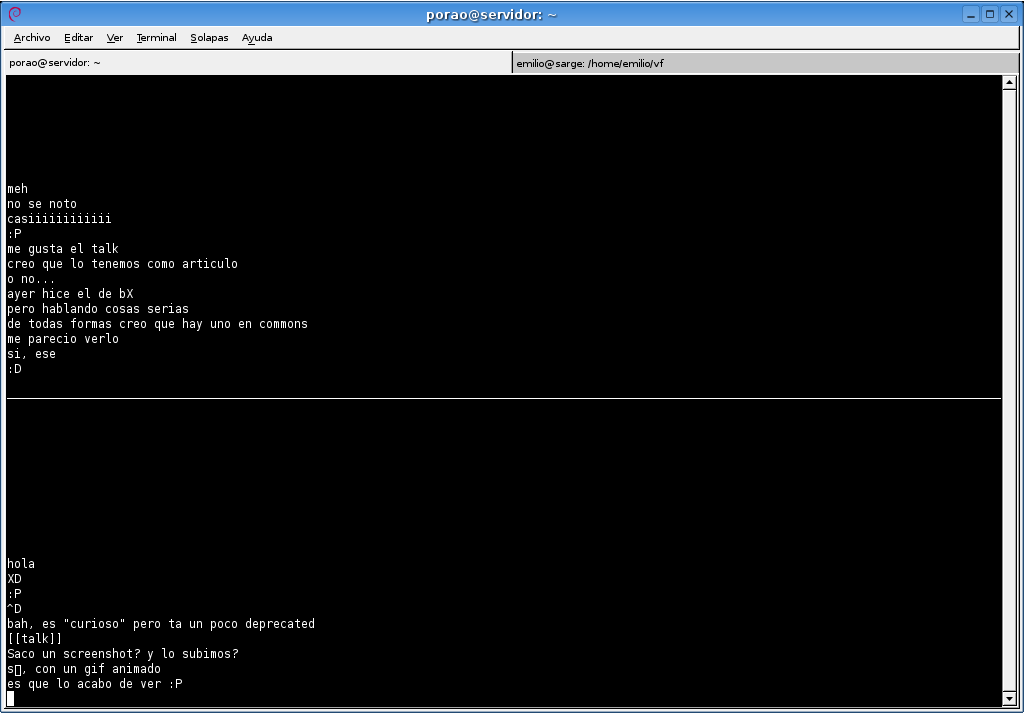
في وقت مبكر برامج التراسل الفوري لكل حرف ظهرت عندما كانت كتبته. ويونيكس "التحدث" الأمر هو مبين في هذه الصورة كانت شعبية في 1980s و 1990s في وقت مبكر.

المراسلة الفورية تسبق الإنترنت، وظهرت لأول مرة على أنظمة تشغيل متعددة المستخدمين مثل CTSS ومالتيكس  في منتصف 1960s. في البداية، كثير من هذه الأنظمة، مثل CTSS.'SAVED، استخدمت كأنظمة اشعار للخدمات مثل الطباعة، ولكن سرعان ما استخدمت لتسهيل عملية التواصل مع المستخدمين الآخرين المسجلين في نفس الجهاز. كما تطورت الشبكات، انتشرت البروتوكولات مع الشبكات. بعضها تستخدم بروتوكولالند للند (على سبيل المثال الحديث، ntalk وytalk)، في حين أن البعض الآخر منها يحتاج إلى أقران للاتصال إلى الخادوم server (انظر المتحدث talker وآي آر سي آي آر سي) خلال نشرة لوحة النظام ب ب س Bulletin board system BBS الظاهرة التي بلغت ذروتها خلال 1980s، أدرجت بعض النظم ميزات الدردشة التي كانت مماثلة للمراسلة الفورية؛ Freelancin' Roundtable هو مثال واحد فريد.
في النصف الأخير من 1980s وإلى أوائل 1990s، خدمة كوانتم الإنترنت لالكومودور 64 أجهزة كمبيوتر قدمت رسائل المستخدم إلى المستخدم بين العملاء المتصلين حاليا أطلقوا عليها اسم «online messages أو رسائل على الخط» (OLM للاختصار). كوانتم من أفضل ما عرف لاحقا التجسد، أمريكا أون لاين، "أمريكا أون لاين وفرت منتج مماثل تحت اسم «AOL Instant Messanger أو AOL رسول فوري». في حين أن خدمة كوانتم يعمل على كومودور 64، وذلك باستخدام فقط الكومودور PETSCII في النص والرسومات، الشاشة كانت بصريا مقسمة إلى أقسام وOLMs سوف تبدو وكأنها شريط أصفر يقول «رسالة من:» واسم المرسل جنبا إلى جنب مع الرسالة عبر أعلى أي شي كان المستخدم يفعله، وتقدم قائمة من الخيارات للرد. على هذا النحو، يمكن أن يعد نوعا من واجهة المستخدم الرسومية، وإن كان أكثر بدائية من يونيكس الأخير، ويندوز وماكنتوش واجهة المستخدم الرسومية برامج المراسلة الفورية. OLMs الذي سمته Q-link «بالخدمات الاضافيه» وهذا يعني انها اضافت اجرة إضافيه لكل دقيقه على تكلفة وصول Q-link الشهرية.
حديثاً، شبكة الإنترنت العالمية، عملاء الرسائل المعتمدة على واجهة المستخدم الرسومية، كما يعرفون اليوم، وقد بدأ يخلع في منتصف 1990s مع PowWow، ثم آي سي كيو ICQ، يليها رسول أمريكا أون لاين الفوري (رسول أمريكا أون لاين الفوري AOL instant messenger، 1997). وقد عرضت وظائف مشابهة من قبل الاتحاد الجمركي SeeMe في عام 1992، وهو في المقام الأول ارتباط دردشة على الصوت / الفيديو، ويمكن أيضا للمستخدمين كتابة الرسائل لبعضهما البعض.لاحقاً أمريكا أون لاين اكتسبت الروعة، ومكونين ICQ ؛ بضع سنوات في وقت لاحق مراسل (التي أصبحت الآن مملوكة لأمريكا أون لاين) ومنحت براءة اختراع لاثنين من الرسائل الفورية من مكتب براءات الاختراع الأمريكي. وفي الوقت نفسه، والشركات الأخرى التي وضعت التطبيقات الخاصة بهم (إكسايت، وإم إس إن،Ubique، وياهو)، ولكل منها بروتوكول الملكية الخاصة والعملاء؛ المستخدمين ولذلك كان لتشغيل تطبيقات متعددة العميل إذا كانت ترغب في استخدام أكثر من واحدة من هذه الشبكات. في عام 1998 صدر آي بي إم آي بي إم لوتس Sametime، وهو منتج يستند إلى تقنية المكتسبة عندما اشترت آي بي إم ومقرها حيفا Ubique ومقرها ليكسينغتون Databeam.
في عام 2000، التطبيقات مفتوحة المصدر والبروتوكول XMPP القائم على المعايير المفتوحة أطلق. XMPP ملقمات يمكن أن تكون بمثابة مداخل لبروتوكولات أخرى في التراسل الفوري، مما يقلل من الحاجة لتشغيل عدة عملاء.عملاء البروتوكولات المتعددة يمكنهم استخدام أي من بروتوكولات التراسل الفوري الشعبية باستخدام مكتبات محلية إضافية لكل بروتوكول. آي بي إم لوتس Sametime في نوفمبر 2007 اضافت آي بي إم لوتس Sametime تدعم لXMPP.
في الآونة الأخيرة، العديد من خدمات المراسلة الفورية قد بدأت في تقديم ميزات مؤتمرات الفيديو، والصوت عبر بروتوكول الإنترنت وخدمات عقد المؤتمرات على الشبكة. خدمات عقد المؤتمرات على الشبكة دمج كل من مؤتمرات الفيديو وقدرات التراسل الفوري. بعض شركات الرسائل الفورية الحديثة تقدم مشاركة سطح المكتب، والملكية الفكرية الراديو IP radio، والبث التلفزيوني عبر الانترنت للصوت وأفلام الفيديو.
مصطلح «المراسلة الفورية» هو علامة الخدمة من شركة تايم وارنر ، وربما لا يمكن استخدامها في برامج ليست تابعة لأمريكا أون لاين في الولايات المتحدة. لهذا السبب، عملاء الرسائل الفورية كانت تعرف سابقا باسم غايم Gaim أو غايم gaim أعلنت في نيسان 2007 التي سيطلق عليها اسم [«بجين»] 

## التعاون

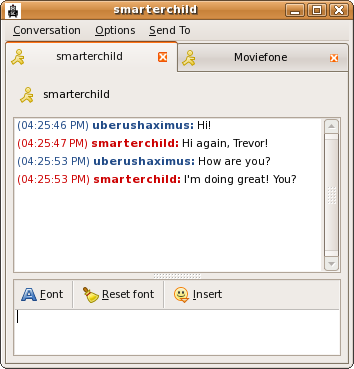
لغة مبسطة وكلفه نافذة الدردشة في أوبونتو

معيار الحرة تطبيقات الرسائل الفورية توفير وظائف مثل نقل الملفات وقوائم الاتصال، والقدرة على الحصول على متزامنة أحاديث الخ وهذه قد تكون جميع الوظائف التي تحتاجها الشركات الصغيرة ولكن أكبر المنظمات سوف يتطلب المزيد من التطبيقات المتطورة التي يمكن أن نعمل معا. الحل في إيجاد تطبيقات قادرة على ذلك هو استخدام إصدارات المؤسسة من تطبيقات التراسل الفوري. وتشمل هذه العناوين مثل XMPP، لوتس Sametime، مايكروسوفت أوفيس محاور، الخ، التي غالبا ما تكون متكاملة مع تطبيقات الأعمال الأخرى مثل نظم سير العمل. هذه التطبيقات المؤسساتية، أو دمج تطبيقات المؤسسات مبادرة الأمريكتين)، يتم بناؤها لقيود معينة، ألا وهي تخزين البيانات في شكل موحد.
كانت هناك محاولات عديدة لإنشاء معيار موحد للرسائل الفورية: فريق مهام الإنترنت الهندسي 'ق المسبار (بروتوكول بدء الجلسة) وبسيطة (المسبار لالمراسلة الفورية والاستفادة من وجود ملحقات)، أبكس (تطبيق سعر صرف)، الرئيسان (الحضور والتراسل الفوري البروتوكول)، ال إكسمل فتح المستندة إلى XMPP (توسيع التراسل وجود بروتوكول) واومو في (الاتحاد المتحرك المفتوح) العفاريت (المراسلة الفورية والتواجد الخدمات العامة) التي أنشئت خصيصا للأجهزة المحمولة.
معظم المحاولات الرامية إلى إيجاد معيار موحد لمقدمي خدمات التراسل الفوري الكبرى (أمريكا أون لاين، ياهو ومايكروسوفت) قد باءت بالفشل، وبعضها لا يزال يستخدم بروتوكول الملكية الخاصة به.
ومع ذلك، في حين أن المناقشات التي دارت في فريق مهام الإنترنت الهندسي قد توقفت، قال رئيس خدمات التعاون، ديفيد Gurle (مؤسس شركة مايكروسوفت في الوقت الحقيقي الاتصالات والتعاون الأعمال التجارية)، وقعت أمور أول مزود خدمة التوصيل إلى اتفاق بشأن سبتمبر 2003. هذا الاتفاق مكن الهدف، ام اس ان مسنجر مراسل والمستخدمين لإجراء محادثات مع نظرائهم رويترز التراسل والعكس بالعكس مقابل رسوم الدخول. بعد هذا، ومايكروسوفت، وياهو! وأمريكا أون لاين جاءت لصفقة حيث مايكروسوفت لايف الاتصالات 2005 ملقم المستخدمين من شأنه أيضا أن لديهم إمكانية لاجراء محادثات مع المستخدمين في القطاعين العام المراسلة الفورية. أنشئت هذه الصفقة المسبار / بسيطة كمعيار للبروتوكول التشغيل البيني، وأنشأ لرسوم الاتصال من أجل الوصول إلى الرسائل الفورية العامة الغيوم. بشكل منفصل، في 13 أكتوبر، 2005 مايكروسوفت وياهو! أعلن ذلك من قبل (في نصف الكرة الشمالي) صيف عام 2006 انهم سوف التعامل باستخدام المسبار / البسيطة التي تبعتها كانون الأول / ديسمبر 2005 من قبل غوغل وأمريكا أون لاين اتفاق الشراكة الاستراتيجية حيث شاهد مجموعات نقاش من شأنه أن يكون قادرا على التحدث مع هدف وشاهد مراسل شريطة أن يكون لها الهوية في أمريكا أون لاين.
هناك طريقتان لدمج العديد من البروتوكولات المختلفة:
1. طريقة واحدة هي الجمع بين العديد من البروتوكولات المتباينة داخل العضل تطبيق العميل.
2. والطريقة الأخرى هي في الجمع بين العديد من البروتوكولات المتباينة داخل العضل تطبيق الملقم. هذا النهج خطوات مهمة لإيصال الخدمات الأخرى إلى الخادم. العملاء لا يحتاجون ليعرف أو يهتم الدردشة البروتوكولات الأخرى. على سبيل المثال، LCS العام 2005 اتصال المراسلة الفورية. هذا النهج هو شعبي في خدمة XMPP لكن ما يسمى مشاريع النقل تعاني من نفس الصعوبات الهندسة العكسية على أي مشروع آخر تشارك مع بروتوكولات مغلقة أو الأشكال.

بعض النهج السماح للمنظمات الخاصة بهم لخلق المراسلة الفورية الخاص الشبكة من خلال تمكينها من الحد من الوصول إلى خادم (غالبا مع شبكة التراسل الفوري بالكامل وراء جدار حماية)، وإدارة أذونات المستخدم. غيرها من أنظمة الرسائل الشركات تسمح أيضا للمستخدمين المسجلين لربط الشبكة المحلية من خارج الشركة، من خلال استخدام جدار حماية آمن HTTPS الودية القائمة على بروتوكول. عادة، وهو مخصص للشركات الدردشة خادم ديها العديد من المزايا مثل قبل قوائم الاتصال بالسكان، والتوثيق المتكامل، وتحسين الأمن والخصوصية.
بعض الشبكات قد أجريت تغييرات على منعهم من استخدامها من قبل عملاء متعددة مثل شبكة التراسل الفوري. على سبيل المثال، قد تريلين لإطلاق سراح العديد من التنقيحات والتصحيحات للسماح للمستخدمين بالوصول إلى التضامن، وأمريكا أون لاين، وياهو! الشبكات، وبعد التغييرات التي أدخلت على هذه الشبكات. موفري الدردشة الرئيسية وعادة ما يستشهد على الحاجة إلى اتفاقات رسمية، فضلا عن المخاوف الأمنية، لأسباب لإجراء هذه التغييرات.

## التراسل الفوري في المحمول
المراسلة الفورية المتنقلة Mobile instant messaging هو وجود تمكين خدمة الرسائل التي تهدف إلى تطبيق تجربة مراسلة سطح المكتب إلى سيناريو استخدام يجري على هذه الخطوة. في حين أن العديد من الأفكار الأساسية للتجربة سطح المكتب على يد واحدة تنطبق على جهاز محمول متصل، والبعض الآخر لا: المستخدمون عادة ينظرون إلى شاشة هواتفهم—حالة وجود تغييرات قد تحدث في ظل ظروف مختلفة كما يحدث على سطح المكتب، وعدة وظيفية حدود الوجود استنادا إلى حقيقة أن الغالبية العظمى من أجهزة الاتصالات النقالة يتم اختيارهم من قبل المستخدمين لتتناسب مع كف اليد. بعض من عامل الشكل واختلافات المتعلقة بالتنقل يجب أن تؤخذ بعين الاعتبار من أجل خلق كافية وقوية ومريحة بعد تجربة المحمول: اذاعة عرض النطاق الترددي وحجم الذاكرة، وتوافرأشكال من وسائل الاعلام، المدخلات تعتمد على لوحة المفاتيح، والشاشة للمخرجات، أداء وحدة المعالجة المركزية وطاقة البطارية هي القضايا الجوهرية النتصلة بالشبكة لمستخدمي الأجهزة المكتبية وحتى البدو الرحل.

## شبكات صديق إلى صديق
التراسل الفوري بمكن القيام به في شبكات صديق إلى صديق Friend-to-friend، والذي يربط كل جهاز إلى الأصدقاء في قائمة الأصدقاء friend list. هذا يسمح للاتصال مع الأصدقاء والصديقات من أجل بناء غرف الدردشة لرسائل فورية مع جميع الأصدقاء على تلك الشبكة.

## لغة التراسل الفوري
المستخدمين أحيانا يستخدمون من الإنترنت Internet slang أو الحديث بالنص إلى اختصار الكلمات أو التعابير شيوعا من أجل تسريع المحادثات أو للحد من المفاتيح. اللغة أصبحت عالمية، مع عبارات معروفة مثل 'لول' ترجمت إلى أكثر من لغة وجها لوجه.
المشاعر غالبا ما تخزن باختصارات، مثل لول LOL، برب BRB ، اتحدث اليك لاحقاً TTyl.
بعض، ومع ذلك، يحاول أن يكون أكثر دقة في التعبير العاطفي عبر شبكات التراسل الفوري. ردود الفعل في الوقت الحقيقي مثل (ضحك) (شم) (قهقهة) أو (العين لفة) أصبحت أكثر شعبية. كما أن هناك بعض المعايير التي يتم إدخالها في صلب المحادثات بما في ذلك، '#' تشير إلى استخدام السخرية في بيان (بدلا من ذلك (!) بعد هذا البيان) و'*' الذي يشير إلى وجود خطأ إملائي و/ أو خطأ نحوي في الرسالة السابقة، تليها تصويب. [بحاجة لمصدر]

## تطبيقات الأعمال
المراسلة الفورية وقد ثبت أن تكون مماثلة لأجهزة الكمبيوتر الشخصية، والبريد الإلكتروني، والشبكة العالمية، في أن اعتماده لاستخدامها بوصفها اتصالات الأعمال المتوسطة كان مدفوعا في المقام الأول من قبل المستخدمين الأفراد باستخدام برمجيات المستهلك في العمل، بدلا من ولاية رسمية أو التقديم من قبل إدارات شركات تكنولوجيا المعلومات. عشرات الملايين من حسابات التراسل الفوري المستهلك في استخدام يجري استخدامها لأغراض تجارية من جانب العاملين في شركات ومنظمات أخرى.
ردا على الطلب على الأعمال الصالحة في العضل، والحاجة إلى ضمان الأمن والامتثال للقانون، وهو نوع جديد من الرسائل الفورية، وتسمى «المؤسسة المراسلة الفورية» («طفا» تم إنشاؤها) عندما أطلق لوتس برمجيات آي بي إم لوتس Sametime في عام 1998. مايكروسوفت وحذت حذوها بعد ذلك بوقت قصير مع مايكروسوفت تبادل الرسائل الفورية، في وقت لاحق خلق منصة جديدة تسمى مايكروسوفت أوفيس لايف ملقم الاتصالات، وأفرج عنهم مكتب الاتصالات خادم 2007 في أكتوبر 2007. شركة أوراكل كما قفز إلى السوق مؤخرا مع شركة أوراكل قول برامج موحدة بالتعاون. كل من آي بي إم لوتس ومايكروسوفت قد أدخلت نظمها اتحاد بين تلك المتعلقة بعملهم، وبعض شبكات التراسل الفوري العامة بحيث يمكن للموظفين استخدام واجهة واحدة على كل من النظام الداخلي طفا واتصالاتهم في أمريكا أون لاين، والتضامن، وياهو!. منصات الحالية طفا الرائدة تشمل آي بي إم لوتس Sametime، الاتصالات خادم مايكروسوفت أوفيس، وجابر XCP. بالإضافة إلى ذلك، تركز على صناعة منصات طفا ورويترز وبلومبرج المراسلة المراسلة الفورية توفير قدرات معززة لشركات الخدمات المالية.
اعتماد الدردشة عبر شبكات الشركات خارج عن سيطرة مؤسسات تقنية المعلومات يخلق المخاطر والالتزامات للشركات التي لا إدارة فعالة ودعم استخدام الدردشة. الشركات المتخصصة في العضل تنفيذ الأرشفة ومنتجات وخدمات الأمن للتخفيف من هذه المخاطر وتوفير السلامة والأمن، والرسائل الفورية القدرات الإنتاجية لموظفيها.

## استخدام العملي في المؤسسة
شعبية احتضان الدردشة التكنولوجيا من أجل تبادل المعلومات بسرعة وقد أدى ذلك إلى اعتماد المؤسسات الدردشة الحلول المتصورة للمزايا التي يمكن أن أحضرها معه. كما أصبحت المنظمات القائمة على مزيد من المعلومات (McNurlin & سبراغ، 2006، p. 499) على ضرورة تقاسم المعارف بصورة فعالة، فريق عمل وبيئات تعاونية بين الموظفين أصبحت حيوية، وخصوصا ضمن أكثر الفرق المتباعدة جغرافيا.
عادة، والتراسل الفوري المحادثات تميل إلى أن تكون بعض «حرف»، فهي غالبا ما تكون قصيرة وتغطي سوى موضوع واحد. تبديل وسائل الاعلام المتعددة والمشتركة في جميع أنحاء، ولكن في العضل كما يمكن استخدام المنشأة بين زملاء العمل والأصدقاء لفترة أطول، وأكثر فترات متقطعة المحادثة. في تقريرهم من استخدام الدردشة في مكان العمل ناردي وآخرون. (2000) ويحدد المهام الرئيسية الأربعة من الدردشة التي كثيرا ما ورد ذكرها في تقارير أخرى. هذه المهام الرئيسية هي:
- أسئلة سريعة والتوضيحات
- تنسيق وجدولة المهام
- تنسيق اجتماعات مرتجلة الاجتماعية
- البقاء على اتصال مع الأهل والأصدقاء

في العضل وربما كان أفضل ملاءمة ل«تساؤلات وتوضيحات سريعة» لأن هذه هي السمة غالبا ما ذكر في التقارير الأخرى. يمكن لمستخدم «الاستجابة السريعة من دون أحمال من الهاتف أو التفاعل أداء مهامه. على سبيل المثال، تقارير مؤسسة آي دي سي» للمستخدمين انظر الدردشة كوسيلة للسريع وشبه دائم' وميض 'أن التسول شبه الاستجابة الفورية«(ايزاك وآخرون، 2002). ناردي ثاني وثالث الملاحظات يتم تمكين ويرجع ذلك جزئيا إلى» وجود الوعي«ميزة الدردشة العملاء فيه المستخدم يعرف من هو» المتاحة«. وهذا هو الأكثر ملاءمة لزملائهم الذين يتقاسمون نفس الحيز المادي وبعضها البعض، بل ويمهد الطريق أمام وسائل أخرى لتولي مهمة الاتصال مثلا F2F أو الهاتف. وشجعت وهذا يعني أن الاتصالات قابلة للحياة من أي نوع يمكن أن تكون نوعا من خلال الدردشة على» وجود الوعي«الميزة. (Issacs وآخرون، 2002) يؤيد هذا الرأي، قد» الدردشة في مجال الأعمال التجارية لا تكون الأداة الرئيسية للاتصال، يمكن أن يكون مجرد نقطة التقاء لنوع آخر من وسائل الاعلام على سبيل المثال يدعو المؤتمر.
ناردي الثالث والرابع الملاحظات تركز على استخدام الاجتماعية من الدردشة، والتي تم أيضا على نطاق واسع في تقرير آخر. الدردشة التي تستخدم للإبقاء على اتصال مع الأصدقاء وترتيب الأحداث الاجتماعية قد أدى إلى بعض أرباب العمل يعتقدون أنه يستخدم أساسا لهذا الغرض. وفقا ل (Issacs وآخرون، 2002) في السوق وجدت الدراسة أن «' الخوف من فقدان إنتاجية الموظفين 'وكان القلق الأكبر من الشركات في ما يتعلق المراسلة الفورية».
والدراسة التي أعدها (Issacs وآخرون، 2002) يذهب إلى اقتراح هذا الخوف لا مبرر له لأنه وجد أن في المتوسط «13 ٪ فقط من الأحاديث الواردة المواضيع الشخصية»، و«6.4 ٪ فقط كانوا حصرا الشخصية».
وقد أظهرت دراسة نشرت في عام 2008 في مجلة الكمبيوتر الاتصالات من غاريت دانزيجر ووجد الباحثون أن العمال الذين استخدموا الرسائل الفورية على وظيفة عن انقطاع أقل من زملائهم الذين لم يكن. أظهرت الأبحاث أن الرسائل الفورية غالبا ما تستخدم كبديل للأخرى، أكثر ضررا أشكال الاتصالات مثل الهاتف والبريد الإلكتروني، وجها لوجه المحادثات. وجدوا أن المحادثات كانت إيجازا بين زملاء العمل عند استخدام المراسلة الفورية مع أكثر من غيره من أشكال الاتصالات. بسبب الإعداد فريدة من نوعها، والرسائل الفورية تتيح للمستخدمين التحكم كيف ومتى التواصل مع زملاء العمل. هذه التكنولوجيا تمنح الناس القدرة على العلم توافرها أو تأجيل الرد على وقت أكثر ملاءمة، وفقا لأحد الباحثين. وتشير الدراسة أيضا أن القدرة على إدارة الانقطاع هو الأكثر واضحة مع أسلوب النص القائم على التراسل الفوري، وبأن هذه المزايا هي أقل احتمالا مع الاتصالات عبر بروتوكول الإنترنت، أو عبر دائرة تلفزيونية مغلقة مقرها في العضل.

## استعراض المنتجات
منتجات الدردشة يمكن أن تصنف عادة إلى نوعين : تراسل المؤسسة الفوريEIM، تراسل المستهلك الفوري CIM. حلول المؤسسة تستخدم خادم تراسل فوري داخلي، ولكن هذا ليس دائما أمرا ممكنا، وخصوصا بالنسبة للشركات الأصغر حجما مع الميزانيات المحدودة. الخيار الثاني، وذلك باستخدام كوتيف يوفر ميزة كونها غير مكلفة لتنفيذ ولديه حاجة قليلة للاستثمار في أجهزة الخادم أو برامجه الجديدة.
الشركات التي تستخدم التشفير وأرشفة المحادثات تعتبر عادة من الميزات الهامة بسبب المخاوف الأمنية. في بعض الأحيان لاستخدام أنظمة تشغيل مختلفة في منظمات تدعو لاستخدام البرمجيات التي تدعم أكثر من منصة واحدة. على سبيل المثال شركات البرمجيات تستخدم ويندوز إكس بي في أجهزة الإدارة ولكن مطوري البرامج فيها يستخدمون لينكس.

## المخاطر والمسؤوليات
على الرغم من الرسائل الفورية توفر العديد من المزايا، كما أنه يحمل في طياته بعض المخاطر والخصوم، وخاصة عند استخدامها في أماكن العمل. من بين هذه المخاطر والالتزامات هي :
- المخاطر الأمنية (على سبيل المثال الدردشة استخدم لإصابة أجهزة الكمبيوتر مع برامج التجسس والفيروسات، وأحصنة طروادة والديدان)
- مخاطر الامتثال
- الاستخدام غير المناسب
- تسرب حقوق الملكية الفكرية

### المخاطر الأمنية
المفرقعات (خبيثة «القراصنة» الهاكرز أو قبعة سوداء) دأبت على استخدام شبكات التراسل الفوري كذلك ناقلا لتقديم محاولات التصيد، وعناوين «السم»، والفيروسات مرفقات لادن من 2004 إلى الوقت الحاضر، مع أكثر من 1100 هجمات منفصلة المدرجة على أيدي قوات الأمن في العضل مركز  في الفترة 2004-2007. قراصنة استخدام طريقتين للتسليم الشيفرات الخبيثة عن طريق الدردشة : تسليم فيروس، حصان طروادة، أو برامج التجسس داخل الملفات المصابة، واستخدام «الهندسة الاجتماعية» النص مع عنوان الويب الذي يراود المتلقي إلى النقر على رابط يربط له أو لها موقع على شبكة الإنترنت ان التنزيلات ثم الشيفرات الخبيثة. الفيروسات والديدان، وأحصنة طروادة وعادة ما تنتشر بارسال نفسها بسرعة عن طريق المستخدم المصاب في قائمة الأصدقاء. هجوم فعال باستخدام رابط السم قد تصل إلى عشرات الآلاف من الناس في دقائق عند كل شخص قائمة الأصدقاء يتلقى رسائل من الظهور في صورة من صديق موثوق به. وفوق المستلمين على عنوان الويب، والدورة الكاملة للبدء من جديد. العدوى قد تتراوح بين الإزعاج لالجنائية، وأصبحت أكثر تعقيدا من كل عام.
الدردشة اتصالات وعادة ما تتم في نص عادي، مما يجعلها عرضة للتنصت. بالإضافة إلى ذلك، الدردشة برنامج العميل غالبا ما يتطلب من المستخدم للكشف عن منافذ UDP منفتح على العالم، وتزايد التهديد الذي تمثله نقاط الضعف الأمنية المحتملة.

### مخاطر الامتثال
بالإضافة إلى التهديد الشيفرات الخبيثة، واستخدام الرسائل الفورية في العمل أيضا يخلق مخاطر عدم الامتثال للقوانين واللوائح التي تحكم استخدام الخطابات الإلكترونية في الأعمال التجارية. في الولايات المتحدة وحدها هناك أكثر من 10,000 القوانين واللوائح ذات الصلة لنقل الرسائل الإلكترونية وحفظ السجلات. والمعروفة لهذه تشمل قانون ساربانيس أوكسلي، HIPAA، والمجلس الأعلى للتعليم 17a - 3. توضيح من تنظيم القطاع المالي ("FINRA" صدر) إلى الشركات الأعضاء في صناعة الخدمات المالية في كانون الأول / ديسمبر 2007، مشيرا إلى ان «الاتصالات الالكترونية»، يمكن استخدام «البريد الإلكتروني»، و«المراسلات الإلكترونية» تكون متبادلة ويمكن أن تشمل هذه الأشكال من الرسائل الإلكترونية والرسائل الفورية والرسائل النصية. تغييرات في القواعد الاتحادية للإجراءات المدنية، اعتبارا من 1 ديسمبر 2006، بإنشاء فئة جديدة من أجل السجلات الإلكترونية التي قد تكون طلبت خلال الاكتشاف في الإجراءات القانونية. معظم البلدان في جميع أنحاء العالم أيضا تنظيم استخدام الرسائل الإلكترونية والسجلات الإلكترونية الاحتفاظ بطريقة مماثلة إلى الولايات المتحدة. الأنظمة الأكثر شيوعا تتعلق التراسل الفوري في العمل تنطوي على الحاجة إلى إنتاج أرشفة المراسلات التجارية لتلبية طلبات الحكومة أو قضائية بموجب القانون. العديد من الرسائل الفورية والاتصالات تندرج ضمن فئة من المراسلات التجارية التي يجب حفظها واسترجاعها.

### الاستخدام غير المناسب
المنظمات من جميع الأنواع يجب أن تحمي نفسها من مسؤولية موظفيها الاستخدام غير الملائم للالدردشة. الطابع غير الرسمي، على الفور، والظاهر المجهول من الرسائل الفورية يجعله مرشحا لسوء المعاملة في أماكن العمل. هذا الموضوع غير مناسب للاستخدام في العضل أصبحت الصفحات الأولى للصحف في أكتوبر 2006 عندما استقال مارك فولي النائب مقعده بعدما اعترف بإرسال رسائل فورية الهجومية ذات الطابع الجنسي على القاصرين صفحات البيت السابق له من أجهزة الكمبيوتر المكتبية في الكونغرس. وأدت فضيحة مارك فولي على التغطية الإعلامية والمقالات الصحفية تعميم تحذير من مخاطر الاستخدام غير الملائم في العضل في أماكن العمل. في معظم البلدان، والشركات تتحمل مسؤولية قانونية لضمان التحرش خالية من بيئة العمل للموظفين. استخدام أجهزة الكمبيوتر للشركات المملوكة لل، والشبكات، والبرمجيات لمضايقة النكات فردية أو انتشار لغة غير لائق أو يخلق المسؤولية ليست فقط الجاني وإنما أيضا على رب العمل. وأظهر استطلاع أجرته الدردشة حفظ الأمن وتوفير Akonix سيستمز، وشركة مارس 2007 أظهرت أن 31 ٪ من أفراد العينة تعرضوا لمضايقات عبر شبكات التراسل الفوري في العمل. وتشمل الشركات الآن المراسلة الفورية بوصفها جزءا لا يتجزأ من سياساتها بشأن الاستخدام الملائم للوورلد وايد ويب، والبريد الإلكتروني، وغيرها من أصول الشركات.

### تسرب حقوق الملكية الفكرية
داخل الشركة، هناك أيضا خطر من الموظفين باستخدام الرسائل الفورية للإفراج عن معلومات سرية وتفاصيل المشروع إلى مصدر خارجي. هذه القضية التي يسيطر عليها هو أفضل مزيج من سياسة مكتوبة والتكنولوجيا. لسياسات المنظمة بشأن استخدام الدردشة في مكان العمل يمكن أن تكون جزءا لا يتجزأ من الحوسبة الشاملة وسياسات لاستخدام الشبكة، ويجب أن تنشر وترسل سنويا على الأقل. بالإضافة إلى سياسة مكتوبة، ينبغي للمنظمات تنفيذ «بوابات» أو الدردشة المنتجات الأمنية لرصد محتوى الرسائل الواردة والصادرة. التراسل الفوري من المنتجات التي تقدم الخدمات الأمنية (انظر الجزء المتعلق الدردشة الأمن) وعادة ما تسمح للمسؤولين تعيين التنبيهات وإنفاذ سياسة (أي السماح أو منع رسائل) على أساس المصطلحات والتعابير العادية خلال الرسائل الفورية.

## الأمن والأرشفة
في وقت مبكر من 2000، نوع جديد من مزود أمن تقنية المعلومات أظهرت توفير سبل الانتصاف من المخاطر والمسؤوليات التي تواجهها الشركات الذين اختاروا استخدام الرسائل الفورية للاتصالات التجارية. مزودي أمن التراسل الفوري أنشئوا منتجات جديدة سيتم تركيبها في شبكات الشركات لغرض حفظها، ومسح المحتوى، والمسح الأمني لحركة الدردشة داخل وخارج الشركة. على غرار باعة تصفية البريد الإلكتروني، مزودي أمن الرسائل الفورية يركزون على المخاطر والالتزامات المذكورة أعلاه.
مع سرعة اعتماد الدردشة في مكان العمل، والطلب على المنتجات الدردشة الأمن بدأت تنمو في منتصف 2000s. بحلول عام 2007، قد أصبحت المنصة المفضلة لشراء البرمجيات الأمنية في «أجهزة الكمبيوتر»، وفقا لمركز البيانات الدولي، الذي يقدر أنه بحلول عام 2008، 80 ٪ من منتجات أمن الشبكات سيتم تسليمها عبر الأجهزة.

## قاعدة المستخدمين
علما بأن الكثير من الأرقام الواردة في هذا القسم لا يمكن مقارنتها مباشرة، والبعض الآخر على المضاربة. بعض أنظمة التراسل الفوري تتوزع ما بين العديد من الحالات المختلفة، وبالتالي من الصعب قياس في المجموع (مثلا XMPP). في حين أن بعض الأرقام التي قدمها أصحابها لاستكمال نظام المراسلة الفورية، والبعض الآخر يتم توفيرها من قبل البائعين التجاري لجزء من نظام توزيعها. بعض الشركات قد يكون الدافع إلى زيادة عائدات الإعلان أو لجذب شركاء والعملاء من أجل تضخيم أعدادهم، أو العملاء. الأهم من ذلك، بعض الأرقام يتم الإبلاغ عن عدد من «النشط» للمستخدمين (دون معيار مشترك لهذا النشاط)، وأخرى تشير إلى حسابات المستخدمين الكلي، في حين تشير فقط للمستخدمين تسجيل الدخول أثناء مثيل الاستخدام ذروته.
| الخدمة                                       | عدد المستخدمين                                                                                               | التاريخ / المصدر |
| -------------------------------------------- | --- | --- |
| الهدف                                        | 53 مليون نشط                                                                                                 | سبتمبر 2006 |
| الهدف                                        | > 100 مليون مجموع                                                                                            | يناير 2006 |
| إي بادي                                      | إجمالي 35 مليون                                                                                              | أكتوبر 2006، بما في ذلك 4 ملايين من مستخدمي الهواتف المتحركة                                                                      |
| Gizmo5                                       | ، وأجهزة الكمبيوتر المحمول                                                                                   | |
| جادو - جادو                                  | أكثر من 6 ملايين النشطة (الأغلبية في بولندا)                                                                 | مايو 2009 |
| آي بي إم لوتسSametime                        | 17 مليون الكلي (الخاص، والمؤسسات)                                                                            | نوفمبر 2007 |
| آي تشات                                      | ؟ شاهد | |
| برنامج ICQ                                   | 15 مليون نشط                                                                                                 | يوليو 2006 نسخة محفوظة 30 أبريل 2008 على موقع واي باك مشين.                                                                       |
| IMVU                                         | 1 مليون الكلي                                                                                                | يونيو 2007 |
| برنامج XMPP                                  | 40-50 مليون الإجمالي                                                                                         | يناير 2007، استنادا إلى حسابات شركة جابر                                                                                          |
| Mail.ru عامل                                 | 1 مليون النشطة (صحيفة)                                                                                       | سبتمبر 2006 |
| ميبو                                         | 1 مليون الكلي                                                                                                | أكتوبر 2006 |
| Mundu الدردشة                                | أكثر من مليوني الإجمالي                                                                                      | وفي عام 2008. |
| التكلم                                       | 11 مليونا من مجموع (9 ملايين في جنوب أفريقيا)                                                                | 29 يناير 2009. |
| البالتوك                                     | 3.3 مليون زائر شهريا                                                                                         | أغسطس 2006 |
| ع ن                                          | 1 مليون النشطة (يوميا) (أغلبية في البرازيل)                                                                  | فبراير 2007. علما بأن هؤلاء المستخدمين هي جزء من المركز قاعدة المستخدمين، والرسائل قاعدة المستخدم تتألف من بضع مئات من المستخدمين |
| سكايب                                        | 19 مليون الذروة على الإنترنت                                                                                 | أكتوبر 2009 |
| سكايب                                        | 309 مليون مجموع                                                                                              | أبريل 2008 |
| تينسنت ف ف                                   | 61.3 مليون الذروة على الإنترنت (الأغلبية في الصين)                                                           | [29 أكتوبر 2009] |
| تينسنت ف ف                                   | 440 مليون الحسابات النشطة (يشمل المستخدمين الذين لديهم حسابات متعددة). (الأغلبية في الصين)                   | [29 أكتوبر 2009] |
| تينسنت ف ف                                   | 990 مليون مجموع حسابات مسجلة. (الأغلبية في الصين)                                                            | [29 أكتوبر 2009] |
| VZOchat                                      | > 550,000 | ديسمبر 2008 |
| ويندوز لايف مسنجر (سابقا مسنجر أم أس أن MSN) | 330 مليون نشط                                                                                                | يونيو 2009 |
| Xfire                                        | إجمالي 11.5 مليون                                                                                            | أكتوبر 2008 |
| ياهو مسنجر                                   | 248 مليون النشطة للمستخدمين المسجلين ياهو العالمية (يشير إلى جميع مستخدمي ياهو لا التراسل الفوري المستخدمين) | 17 يناير 2008 |